# ジャスティンミラノ
ジャスティンミラノ（欧字名:Justin Milano、2021年4月9日 - ）は、日本の競走馬・種牡馬。主な勝ち鞍は2024年の皐月賞、共同通信杯。
馬名の意味は、冠名＋イタリアの地名。

## 戦績

### 2歳（2023年）
2023年9月22日、栗東トレーニングセンターにてゲート試験を行い、合格する。10月17日、ノーザンファームしがらきから友道康夫厩舎に帰厩した。11月18日、東京競馬場第5レースの2歳新馬戦（芝2000m）で、鞍上トム・マーカンドにてデビュー。前団に付けてレースを進め、直線で後続を突き放し、新馬勝ちを収めた。調教師の友道はこの勝利でJRA通算700勝を達成した。

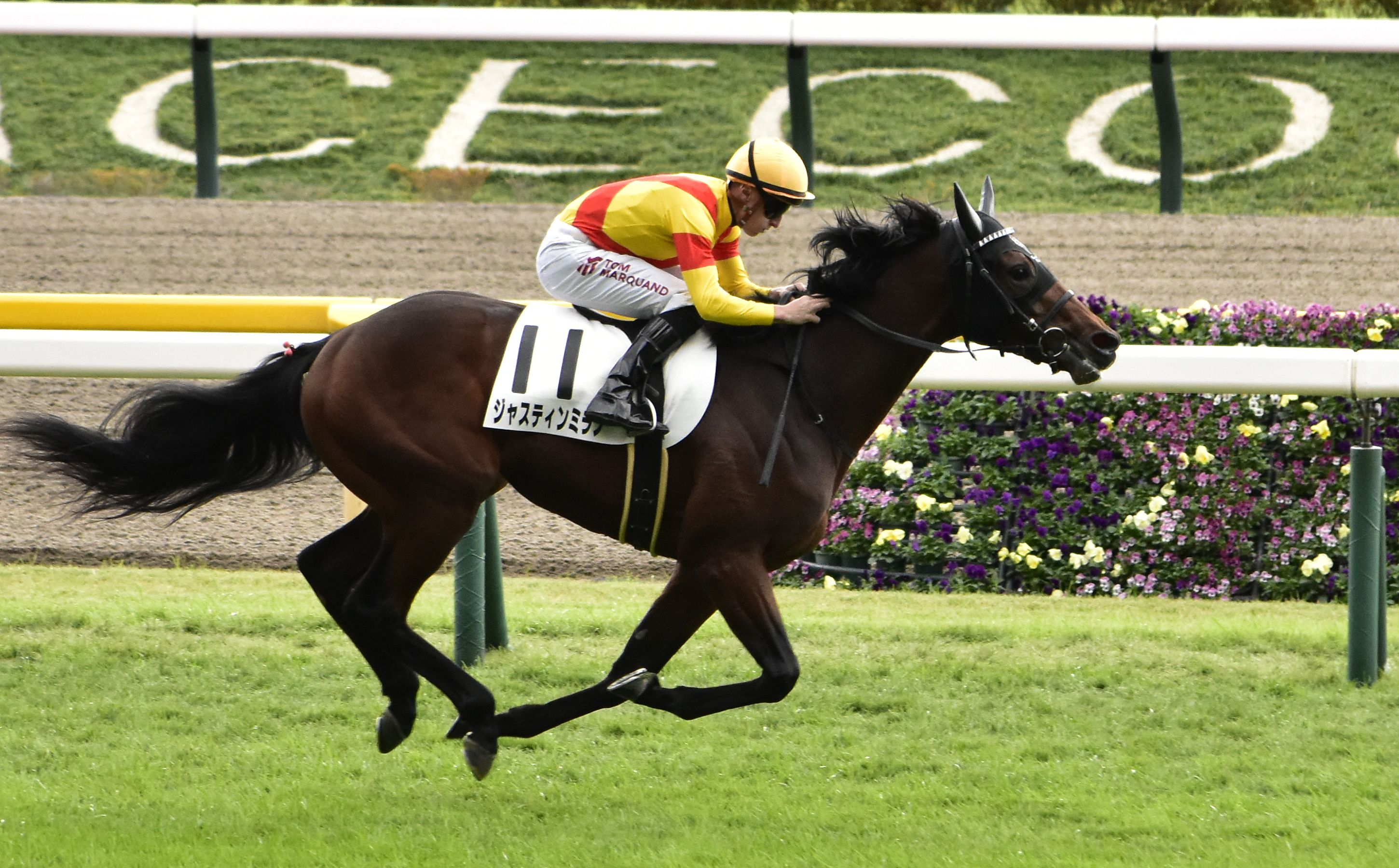
新馬戦出走時

### 3歳（2024年）

#### 共同通信杯
3歳シーズンは初の重賞挑戦となる共同通信杯（GIII）より始動。道中ではスローペースとなり、ジャンタルマンタルやエコロヴァルツ、ミスタージーティーなど有力馬の折り合いがつかない中、冷静に前方から2番手を追走。直線では鞍上の鞭に反応し加速。前方を走るパワーホールを交わし、重賞初制覇を飾った。2月28日、陣営はイギリスダービーへの登録を発表したが、出走は行わなかった。

#### 皐月賞
次走には4月14日の皐月賞を選択。競走の前週に調教パートナーであった藤岡康太が落馬事故により急死する中で出走を迎えた。レースでは好スタートを切ると、馬群の中団を追走。最後の直線に入ると、先頭を走るジャンタルマンタルを差し切り、外をついて追ってきたコスモキュランダの追撃も抑えて勝ち時計1分57秒1のレコードタイムで勝利。GI初勝利を挙げた。騎乗した戸崎圭太は「2週前、1週前と康太が攻め馬をつけてくれた馬。競馬場で馬の状態について事細かく教えてもらっていました。（勝利は）康太が後押ししてくれたとつくづく思います」と話し、友道も涙ながらに「この勝利は彼のおかげです」と、それぞれ藤岡への想いを語った。また、この勝利によってキズナ産駒は八大競走・クラシック競走初制覇を達成した。

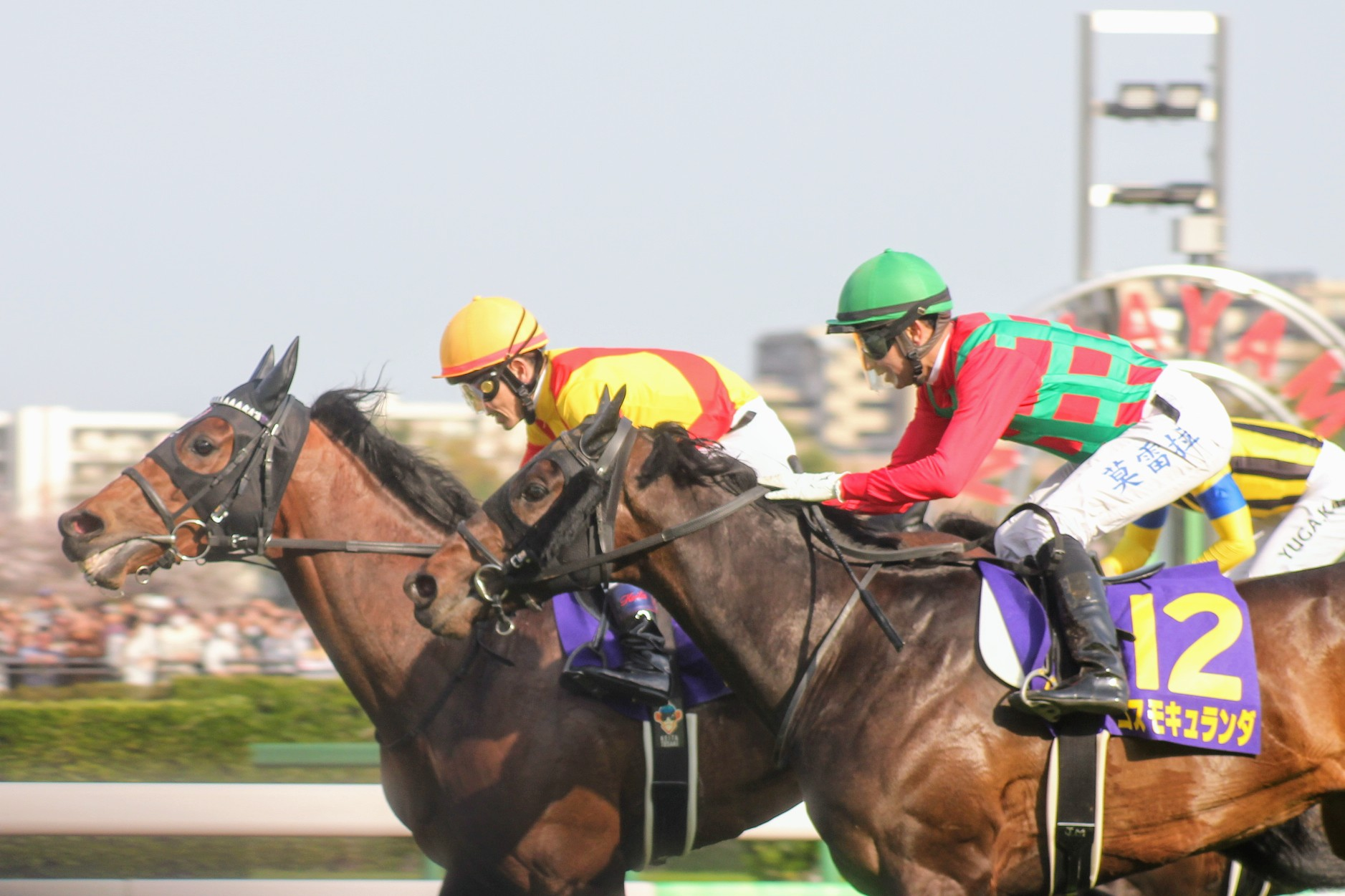
皐月賞入線直後
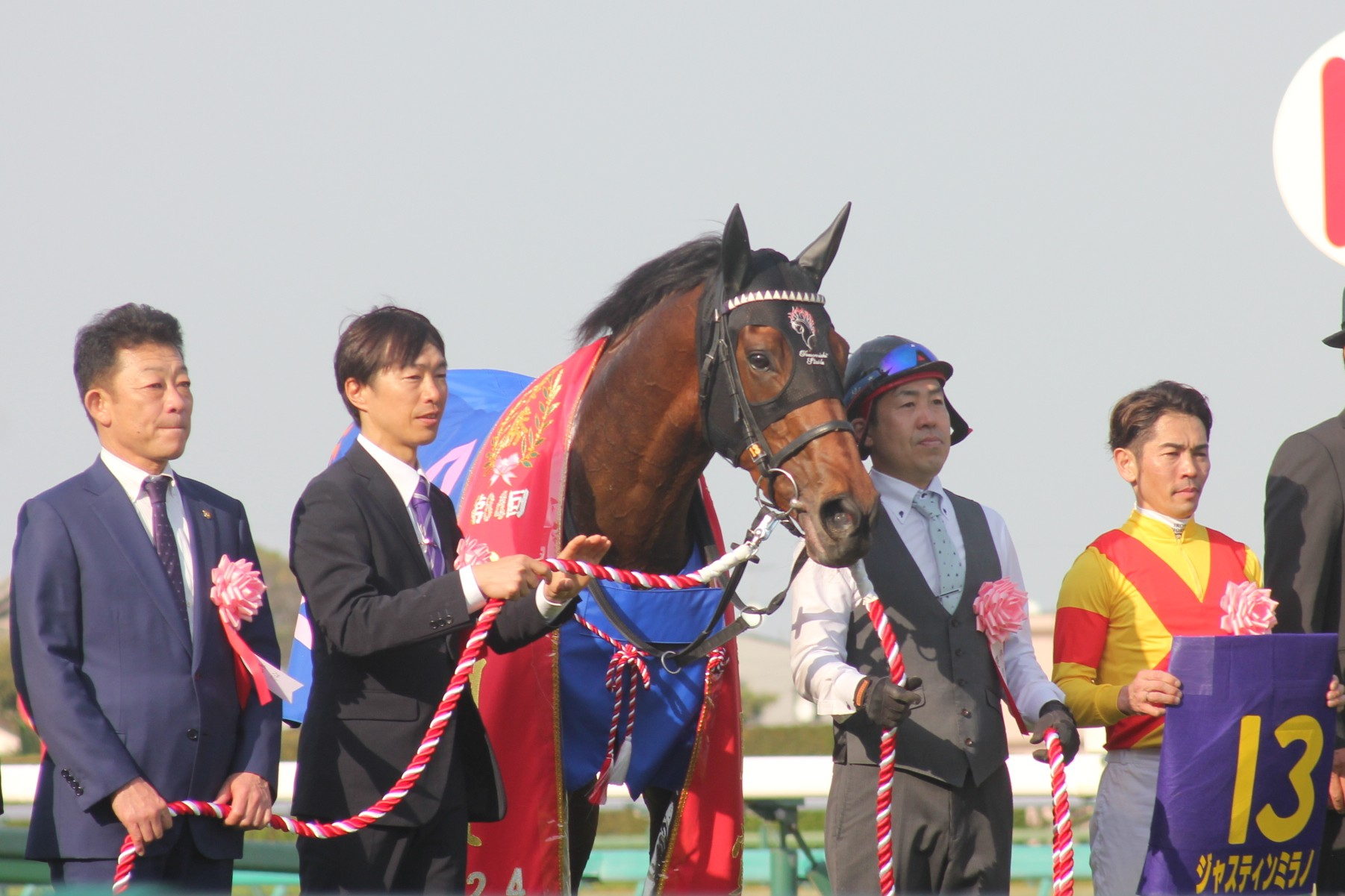
皐月賞口取り式

#### 東京優駿
次走は優先出走権を獲得した東京優駿（日本ダービー）を選択。単勝オッズは2.2倍の1番人気と、無敗の2冠への期待がかけられていた。レースではエコロヴァルツが先頭で引っ張る中、序盤から前目に付け追走。中盤は後方から上がってきたサンライズアースやコスモキュランダ等に包まれ馬群の中へ。最終直線に入ると馬群を抜け、先に抜け出したダノンデサイルを追ったものの交わせず2着となり、無敗での2冠達成とはならなかった。7月9日、菊花賞には向かわず、古馬との初対決となる天皇賞（秋）への直行を発表した。

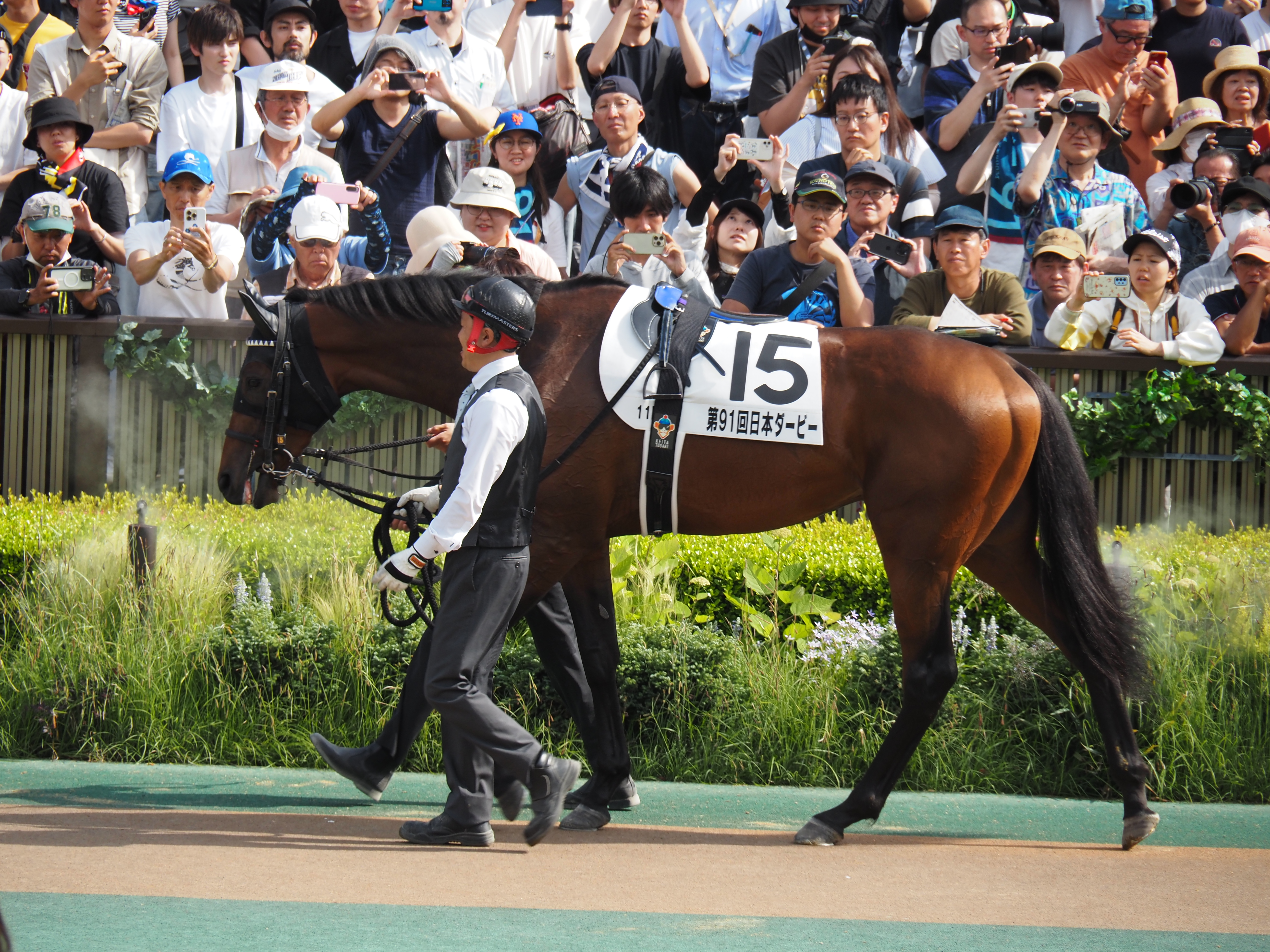
東京優駿パドック

#### 故障、そして電撃引退
夏はノーザンファームしがらきへ放牧。休養の後に帰厩し、9月15日から古馬との初対決となる天皇賞（秋）に向けて順調に調整を進めていた。しかし、10月11日に右前浅屈腱炎を発症している事が判明し、今後9か月以上の休養を要する見込みとJRAにより発表された。これにより北海道で再び放牧に出され、療養することとなっていたが、11月14日、管理する友道より現役引退が発表された。友道は「競走成績は4戦3勝と立派なものですし、ダービーもいい競馬をしてくれた」「特に皐月賞で、あの位置から長くいい脚を使って差し切ったというのは、本当に心肺機能が高い馬だからこそ。精神的にも落ち着いた馬でした」「これからだと思っていたので残念ですが、フレッシュなうちに種馬になったので、その長所を子どもたちに伝えていってくれればと思います」とコメントした。翌15日付でJRAの競走馬登録が抹消され、引退後は北海道沙流郡日高町のブリーダーズ・スタリオン・ステーションで種牡馬として供用が決まった。

## 競走成績
以下の内容は、netkeiba.comおよびJBISサーチの情報に基づく。
| 競走日     | 競馬場 | 競走名     | 格   | 距離（馬場）  | 頭 数 | 枠 番 | 馬 番 | オッズ （人気） | 着順 | タイム （上り3F） | 着差 | 騎手          | 斤量 [kg] | 1着馬（2着馬）         | 馬体重 [kg] |
| ---------- | ------ | ---------- | ---- | ------------- | ----- | ----- | ----- | --------------- | ---- | ----------------- | ---- | ------------- | --------- | ---------------------- | ----------- |
| 2023.11.18 | 東京   | 2歳新馬    |      | 芝2000m（良） | 14    | 7     | 11    | 003.50（2人）   | 01着 | R2:02.0（33.4）   | -0.3 | 0T.マーカンド | 56        | （ヘデントール）       | 500         |
| 2024.02.11 | 東京   | 共同通信杯 | GIII | 芝1800m（良） | 10    | 7     | 8     | 006.60（4人）   | 01着 | R1:48.0（32.6）   | -0.2 | 0戸崎圭太     | 57        | （ジャンタルマンタル） | 502         |
| 0000.04.14 | 中山   | 皐月賞     | GI   | 芝2000m（良） | 17    | 7     | 13    | 004.80（2人）   | 01着 | R1:57.1（34.7）   | -0.0 | 0戸崎圭太     | 57        | （コスモキュランダ）   | 512         |
| 0000.05.26 | 東京   | 東京優駿   | GI   | 芝2400m（良） | 17    | 7     | 15    | 002.20（1人）   | 02着 | R2:24.7（33.9）   | -0.4 | 0戸崎圭太     | 57        | ダノンデサイル         | 512         |

- タイム欄のRはレコード勝ちを示す

## 血統表
| ジャスティンミラノの血統                  | ジャスティンミラノの血統                 | ジャスティンミラノの血統           | （血統表の出典）                   | （血統表の出典） |
| 父系                                      | サンデーサイレンス系（ヘイロー系）       | サンデーサイレンス系（ヘイロー系） | サンデーサイレンス系（ヘイロー系） | [ § 2 ]          |
| 父 キズナ 2010 青鹿毛                     | 父の父ディープインパクト 2002 鹿毛       | *サンデーサイレンス                | Halo                               | Halo             |
| 父 キズナ 2010 青鹿毛                     | 父の父ディープインパクト 2002 鹿毛       | *サンデーサイレンス                | Wishing Well                       |                  |
| 父 キズナ 2010 青鹿毛                     | 父の父ディープインパクト 2002 鹿毛       | *ウインドインハーヘア              | Alzao                              | Alzao            |
| 父 キズナ 2010 青鹿毛                     | 父の父ディープインパクト 2002 鹿毛       | *ウインドインハーヘア              | Burghclere                         |                  |
| 父 キズナ 2010 青鹿毛                     | 父の母*キャットクイル Catequil 1990 鹿毛 | Storm Cat                          | Storm Bird                         | Storm Bird       |
| 父 キズナ 2010 青鹿毛                     | 父の母*キャットクイル Catequil 1990 鹿毛 | Storm Cat                          | Terlingua                          |                  |
| 父 キズナ 2010 青鹿毛                     | 父の母*キャットクイル Catequil 1990 鹿毛 | Pacific Princess                   | Damascus                           | Damascus         |
| 父 キズナ 2010 青鹿毛                     | 父の母*キャットクイル Catequil 1990 鹿毛 | Pacific Princess                   | Fiji                               |                  |
| 母 *マーゴットディド Margot Did 2008 鹿毛 | 母の父Exceed And Excel 2000 鹿毛         | *デインヒル                        | Danzig                             | Danzig           |
| 母 *マーゴットディド Margot Did 2008 鹿毛 | 母の父Exceed And Excel 2000 鹿毛         | *デインヒル                        | Razyana                            |                  |
| 母 *マーゴットディド Margot Did 2008 鹿毛 | 母の父Exceed And Excel 2000 鹿毛         | Patrona                            | Lomond                             | Lomond           |
| 母 *マーゴットディド Margot Did 2008 鹿毛 | 母の父Exceed And Excel 2000 鹿毛         | Patrona                            | Gladiolus                          |                  |
| 母 *マーゴットディド Margot Did 2008 鹿毛 | 母の母Special Dancer 1997 鹿毛           | Shareef Dancer                     | Northern Dancer                    | Northern Dancer  |
| 母 *マーゴットディド Margot Did 2008 鹿毛 | 母の母Special Dancer 1997 鹿毛           | Shareef Dancer                     | Sweet Alliance                     |                  |
| 母 *マーゴットディド Margot Did 2008 鹿毛 | 母の母Special Dancer 1997 鹿毛           | Caraniya                           | Darshaan                           | Darshaan         |
| 母 *マーゴットディド Margot Did 2008 鹿毛 | 母の母Special Dancer 1997 鹿毛           | Caraniya                           | Callianire                         |                  |
| 母系(F-No.)                               | マーゴットディド(IRE)系(FN:13-c)         | マーゴットディド(IRE)系(FN:13-c)   | マーゴットディド(IRE)系(FN:13-c)   | [ § 3 ]          |
| 5代内の近親交配                           | Northern Dancer 5×5･5･4                  | Northern Dancer 5×5･5･4            | Northern Dancer 5×5･5･4            | [ § 4 ]          |
| 出典                                      | 1. 2. 3. 4.                              | 1. 2. 3. 4.                        | 1. 2. 3. 4.                        | 1. 2. 3. 4.      |

- 母のマーゴットディドは2011年のナンソープステークスの勝ち馬[30]。
- 半姉のMission Impassible（2015年生 父ガリレオ）は2018年仏G2サンドリンガム賞（英語版）の勝ち馬。
- 半姉のMagic Attitude（2017年生 父ガリレオ）は2020年米G1ベルモントオークスの勝ち馬。
- そのほかの近親はフリゼット#トゥールジマ牝系を参照。